# Manuil Mihail Olsavszky
Manuel Mihail Olsavszky, OSBM, (născut ca Michal Židik; în ucraineană: Мануїл Михайло Ольшавський / Manuil Myhaylo Olșavskyi, în ruteană: Михаил Мануіл Ольшавськый / Mihail Manuil Olșavskîi, în maghiară: Manó Mihály Olsavszky, în slovacă: Manuel Michal Židik, prin anul 1700 (după alte surse, în anul, nesigur, 1697), în Oľšavica, azi în districtul Levoča din regiunea Prešov, din Slovacia, a fost un episcop greco-catolic al Vicariatului Apostolic din Muncaci al Rutenilor, din 17 noiembrie 1743 până la moartea sa survenită în 1767.

## Viața
Mihail Olsavszky s-a născut prin anul 1700 în satul Oľšavica, de la care și-a luat numele de familie (care inițial era Židik). A studiat filosofia la Košice și apoi la colegiul iezuit din Trnava. La sfârșitul studiilor, a fost hirotonit preot secular în 1725 și repartizat în Episcopia de Muncaci, unde mai târziu a devenit vicar al eparhilor (episcopilor) Stefan Olsavszky (care era fratele său mai mare) și Havryil Blazhovszky.
La moartea predecesorului său, a fost numit la 8 februarie 1743 ca vicar general de către episcopul latin de Eger: de fapt, în acel moment, în urma Unirii de la Ujhorod (1647), episcopul de Muncaci era în mod oficial un vicar apostolic al Diecezei de Eger. În câteva luni, a fost ales în funcție de către cler, desemnat de împărăteasa Maria Terezia și astfel a fost confirmat de papa Benedict al XIV-lea la 5 septembrie 1743. A primit scaunul titular episcopal de Rhosus / Rhosos (cetate în Cilicia) și a fost consacrat episcop, la 9 decembrie 1743 de către episcopul Făgărașului, Inocențiu Micu-Klein, la Biserica greco-catolică din Máriapócs. La scurt timp după consacrare, Mihail Olsavszky a intrat în Ordinul Sfântul Vasile cel Mare și și-a luat numele religios de Manuel.
La 20 octombrie 1745 Manuel Olshavsky a fost solicitat de împărăteasa Maria Terezia să întreprindă o vizită pastorală în Transilvania, care la vremea aceea era fără episcop bizantin din cauza exilului lui Micu-Klein. Vizita pastorală în Transilvania s-a desfășurat în iarna 1745 / 1746 până în primăvara anului 1746.
Episcopul Manuil Mihail Olsavszky l-a hirotonit episcop de Blaj pe Petru Pavel Aron, la 1 septembrie 1752, la Biserica greco-catolică din Máriapócs.
În 1756 a terminat și a sfințit sanctuarul de la Máriapócs, care fusese început de predecesorul său, Gennadius Bizanczy. Pentru slujirea sanctuarului, a construit o mănăstire și a repartizat-o călugărilor bazilitani. De asemenea, a construit școli în Muncaciu și Máriapócs pentru instruirea clerului și a reușit să obțină finanțarea necesară. În timp ce predecesorii săi din Muncaciu locuiau în Mănăstirea Sfântul Nicolae, la cererea călugărilor, a construit o reședință episcopală în oraș.
În 1764 a construit, din banii săi, o școală de teologie și una pentru cantori la Muncaciu.
În 1759 a scris Congregației Propaganda Fide că în eparhia sa nu au rămas credincioși bizantini care să nu fie în comuniune cu Biserica Catolică. Cu toate acestea, situația jurisdicțională a eparhiei sale, în mod oficial un vicariat apostolic sub jurisdicția episcopului latin de Eger, nu a fost satisfăcătoare. Așa că Manuil Olsavszky a contestat autoritatea episcopului de Eger și a încercat să o convingă pe împărăteasa Maria Terezia să acorde deplină independență eparhiei sale. Nu a putut vedea rezultatele muncii sale, dar în 1771, la patru ani după moartea sa, Eparhia de Muncaci și-a obținut independența.
Episcopul Manuil Mihail Olsavszky s-a întors din nou în Transilvania în 1761, pentru a aborda, cu autoritatea și predicația sa, răzmerița religioasă inițiată de călugărul ortodox Sofronie.
În anul 1765 episcopul Manuil Olsavszky l-a hirotonit episcop de Blaj pe Atanasie Rednic, la Muncaciu.
Manuil Olsavszky a decedat la Muncaci, la 5 noiembrie 1767, și a fost înmormântat în sanctuarul de la Máriapócs.

## Scrieri
- Sermo: De sacra occidentalem inter et orientalem ecclesia unione quo Michael Manuel Olsavsky episcopus Rossensis (...) exhortatus est, Tyrnavia 1761.[10][11]